# Pyhäjärvi (sjö i Finland, Mellersta Finland)
Pyhäjärvi är en sjö i Finland. Den ligger i kommunen Saarijärvi i landskapet Mellersta Finland, i den centrala delen av landet, 290 km norr om huvudstaden Helsingfors. Pyhäjärvi ligger 119,9 meter över havet. Den är 43,2 meter djup. Arean är 58,94 kvadratkilometer och strandlinjen är 183,85 kilometer lång. Sjön  ingår i Kymmene älvs huvudavrinningsområde.   I omgivningarna runt Pyhäjärvi växer i huvudsak blandskog. Den sträcker sig 17,5 kilometer i nord-sydlig riktning, och 11,4 kilometer i öst-västlig riktning.
I övrigt finns följande i Pyhäjärvi:
- Iissalo (en ö)
- Kiihkelesaari (en ö)
- Vintta (en ö)
- Kotisaari (en ö)
- Majasaari (en ö)
- Kouvalainen (en ö)
- Talassaari (en ö)
- Palavasaari (en ö)
- Kanasaaret (en ö)
- Joussaari (en ö)
- Hässössaari (en ö)
- Kuokkasaari (en ö)
- Lohiluoto (en ö)
- Lohisaari (en ö)
- Iso Kanasaari (en ö)
- Pieni Kanasaari (en ö)
- Aittoluoto (en ö)
- Maapenkka (en ö)
- Lusikkasaari (en ö)
- Kärääsaari (en ö)
- Marjasaari (en ö)
- Räätälinkuppi (en ö)
- Koirasaari (en ö)
- Lukkarinsaari (en ö)
- Honkasaari (en ö)
- Rumputtavansaari (en ö)
- Junninsaari (en ö)
- Koukkusaari (en ö)
- Vihtasaari (en ö)
- Rökönen (en ö)
- Kurjensaari (en ö)
- Linnansaari (en ö)
- Pitkänniemenluoto (en ö)
- Sikasaari (en ö)
- Selkäsaari (en ö)
- Saunaluoto (en ö)
- Tervasaari (en ö)
- Lonkuttavaluoto (en ö)
- Talviaissaaret (en ö)
- Lehtiröykönsaaret (en ö)
- Pentinluoto (en ö)
- Rautasaaret (en ö)
- Jääsaari (en ö)
- Vääräsaari (en ö)
- Akkosaari (en ö)
- Husunsaaret (en ö)
- Risunsaaret (en ö)
- Lunttisluoto (en ö)
- Pieni Töyrisaari (en ö)
- Töyrisaari (en ö)
- Matinsaari (en ö)
- Nyhtävänluoto (en ö)
- Talatsaaret (en ö)
- Kirvesluoto (en ö)
- Honkosensaari (en ö)
- Kanisaari (en ö)
- Hietasaari (en ö)
- Pöykynsaaret (en ö)

I övrigt finns följande vid Pyhäjärvi:
- Kiimasjärvi (en sjö)